# Thopomyia pallipes
Thopomyia pallipes är en tvåvingeart som först beskrevs av Lindner 1951.  Thopomyia pallipes ingår i släktet Thopomyia och familjen vapenflugor. Inga underarter finns listade i Catalogue of Life.